# Salziger See
Der Salzige See war einer der Mansfelder Seen südöstlich Eislebens, im heutigen Landkreis Mansfeld-Südharz in Sachsen-Anhalt. Im frühen Mittelalter reichte deren Wasserfläche nur wenig unterbrochen von nah den Toren der Stadt Eisleben aus vom Faulen See über den Süßen See und den Salzigen See bis zu den Langenbogener Teichen. Seit der Trockenlegung sind der Bindersee und der Kernersee noch Wasser führender Flächenteil des ehemaligen Standgewässers.
Die Fläche des Sees von ursprünglich 850 Hektar (rund 8,5 Quadratkilometer) ging in den Jahren 1892/93 rapide um 300 Hektar zurück. Mehr als 4 Meter seiner Tiefe verlor er allein im Sommer 1893. 30 Millionen Kubikmeter Seewasser versiegten in freigewordene unterirdische Gänge. Der Salzige See wurde trockengelegt, um eine Gefährdung des Bergbaus durch hereinbrechende Wassermassen auszuschließen. Seit Stilllegung des Bergbaues und Einstellung der Wasserhaltung in den 1970er Jahren stieg das Grundwasser wieder allmählich an und erreichte ab 1985 das Niveau der tiefsten Bereiche des ehemaligen Seebodens. Die vernässten Bereiche haben zu einzelnen Seeflächen geführt, die heute circa 15 Prozent der ehemaligen Seefläche bedecken.
Seit 2012 bewahrt die NABU-Stiftung Nationales Naturerbe mit 470 ha fast das gesamte Naturschutzgebiet "Salziger See".

## Geologie
An der tiefsten Stelle der Eislebener Niederung haben sich vor circa 8000 Jahren die Mansfelder Seen gebildet. Zur Entstehung der Niederung und der Seen gibt es verschiedene Hypothesen:
- Tiefenbohrungen zur Untersuchung des Kupferschiefers ergaben, dass im Untergrund des Seegeländes bis nach Eisleben hin eine ausgedehnte und mächtige Masse von Steinsalz liegt. Der große Wasserverlust durch Salzauslaugung in der Tiefe bedingte eine Senkung der auflagernden Steinsalze und bewirkte damit an der Oberfläche die Bildung einer Hohlform. Die Auslaugung und die von ihr verursachte Geländesenkung sind auf das Gebiet des Salzspiegels begrenzt. Dieser verläuft von Eisleben bis Wansleben ziemlich einheitlich bei 145–150 Meter unter Normalnull, also etwa 225 Meter unter dem trockenen Boden des ehemaligen Salzigen Sees, entstanden durch unterirdische Auslaugungen des ehemals hohen Oberteils der Salzmasse. Die Talsenke der Mansfelder Mulde ist also durch Senkung infolge Salzauslaugung entstanden.
- Süßer und Salziger See sind Überbleibsel früherer Flussläufe, wofür die regelmäßigen rinnenartigen Vertiefungen der Seen sprechen. Wahrscheinlich wandte sich die Unstrut vom Einfluss der Helme aus dem jetzigen Mansfelder Land zu, durchfloss die jetzt vom Salzigen See eingenommene Senke und erreichte im heutigen Salzabett die Saale. Im Geröll des Sees und auch der Salza findet man Steine, die aus dem Thüringer Becken stammen und nicht durch die gegenwärtigen Gewässer herangeschafft worden sein können. Als sich der Hornburger Sattel und seine Nachbarhöhen erhoben, wurde der Unstrut der bisherige Abfluss versperrt, so dass sie sich durch das Freyburger Tal eine neue Mündung verschaffte.

## Auswirkungen des Bergbaus

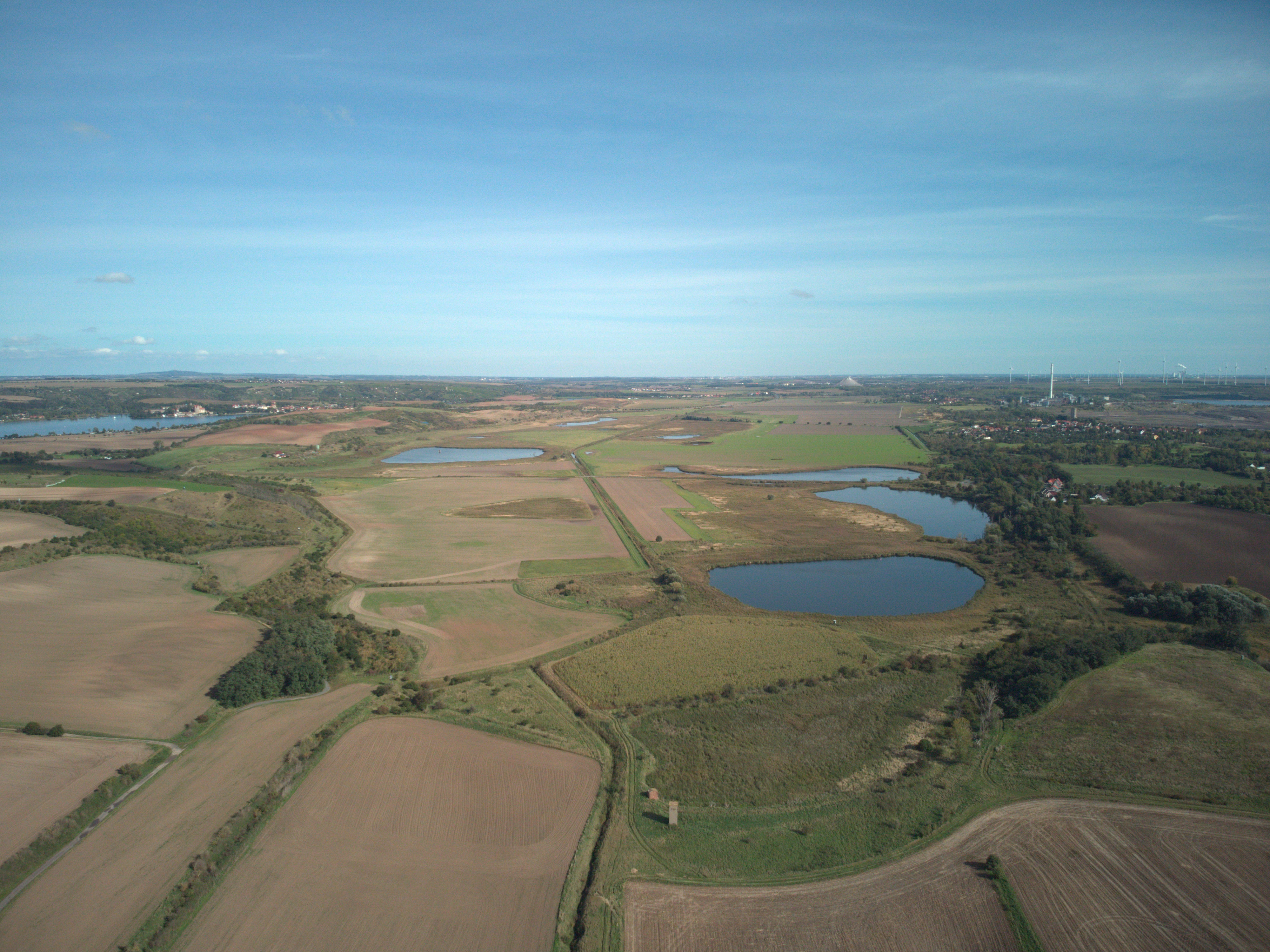
Die Fläche des ehemaligen Salzigen Sees im Luftbild von Westen

In die kontinuierliche Wasserführung vom Westrand der Mansfelder Mulde in das Steinsalzflöz von 1000 Meter Mächtigkeit und der ständigen Wasserbewegung (bis zu 30 Solequellen) griff der Mensch durch den Bergbau ein. Mit Vertiefung des Kupfererzabbaus verstärkte man die Entwässerungsmaßnahmen, unterbaute den Zirkulationsweg des Wassers, so dass vertikale Verbindungen zwischen den Bergwerken und dem im Gestein zirkulierenden Wasser entstanden, die katastrophale Wassereinbrüche in den Gruben zur Folge hatten.
Die für 17.000 Bergarbeiter mit ihren 40.000 Angehörigen verantwortliche Mansfelder Gewerkschaft erwarb das Recht, den Salzigen See künstlich zu beseitigen, um eine Gefährdung der Schächte durch eventuell hereinbrechende Wassermassen auszuschließen. Im Januar 1894 war das Seebecken völlig trockengelegt, so dass die Brunnen in den Dörfern versiegten, Mühlbäche und Uferzonen versandeten und die Bevölkerung der gesamten Seegegend unter dem allgemeinen Wassermangel litt. Das gesamte natürliche Vorflutsystem des Sees musste geändert werden. Man führte die größeren Zuflüsse in einem nördlichen und südlichen Ringkanal um die Seefläche herum, kleine Zuflüsse in offenen Gräben zum Pumpwerk. Der südliche Ringkanal versorgte die Dörfer Erdeborn, Röblingen und Amsdorf, die Gruben Wilhelmine und Laura bei Oberröblingen sowie das Montanwerk Amsdorf.
Die neue Landfläche bot zu Beginn des 20. Jahrhunderts Raum für die Landwirtschaft und wurde auch für das Abteufen von Kalischächten und als Lagergruben der Kohlenindustrie genutzt. Dabei hatte die Trockenlegung des Sees nur geringen Einfluss auf die Wasserabgabe an den Untergrund. Die im Seengebiet ehemals vorhandenen natürlichen Quellen wirkten wie Schlucklöcher für das Wasser des Sees. Die vertikalen Verbindungen in der Tiefe blieben nach der Trockenlegung des Sees erhalten. Das zeigen die Wasserverluste des Bindersees 1961 und 1968.
Seit der endgültigen Einstellung des Bergbaus 1981 leitet man die Wasser über den Schlüsselstollen ab. Der Wasserstrom geht zum Teil wieder in Richtung Seengebiet. Das hydraulische Gleichgewicht ist wieder hergestellt: Würde die Menge des Salzwasserabflusses über den Schlüsselstollen reduziert, käme es zu einem beschleunigten Anstieg des Wassers im Seengebiet.

## Historisches
In dem Buch Die Erhaltung der Mansfelder Seen beschreibt Wilhelm Krebs die Landschaft: 

„Dort liegt eine Kette von drei Seen. Der nördlichste, der Süße See, füllt sein langgestrecktes Becken auf einer um fünf Meter höheren Bodenstufe als die beiden anderen aus. Bisher hatte er durch zwei Bachbetten Gelegenheit, einen Überschuss seiner Zuflüsse den beiden südlichen Seen abzugeben. Diese hingen durch einen breiten Kanal zusammen. Der mittlere, der Bindersee, erschien nur als Anhängsel des größeren, des Salzigen Sees, welcher früher, was er als Überschuss, besonders von der aus Süden ihm zuströmenden Weida erhielt, auch seinerseits an den Bindersee und durch diesen an den gemeinsamen Abfluss, die Salzke, abgab. Dieses Flüsschen geht bei Salzmünde der Saale zu und soll im Diluvium der Endlauf der jetzt weiter südlich mündenden Unstrut gewesen sein, so dass man im Salzigen See den ansehnlichen Rest eines aufgestauten alten Unstrutlaufes erblicken kann. Dieser größte See, etwa dreimal so groß wie der Süße, zehnmal als der Bindersee, war durch seinen Wasserreichtum und den bis in neuere Zeit seinem Namen entsprechenden Salzgehalt ansehnlich genug, um im Jahre 1850 den Leipziger Arzt Franke zur Gründung einer Badegesellschaft auf Aktien zu veranlassen …“

## Perspektiven

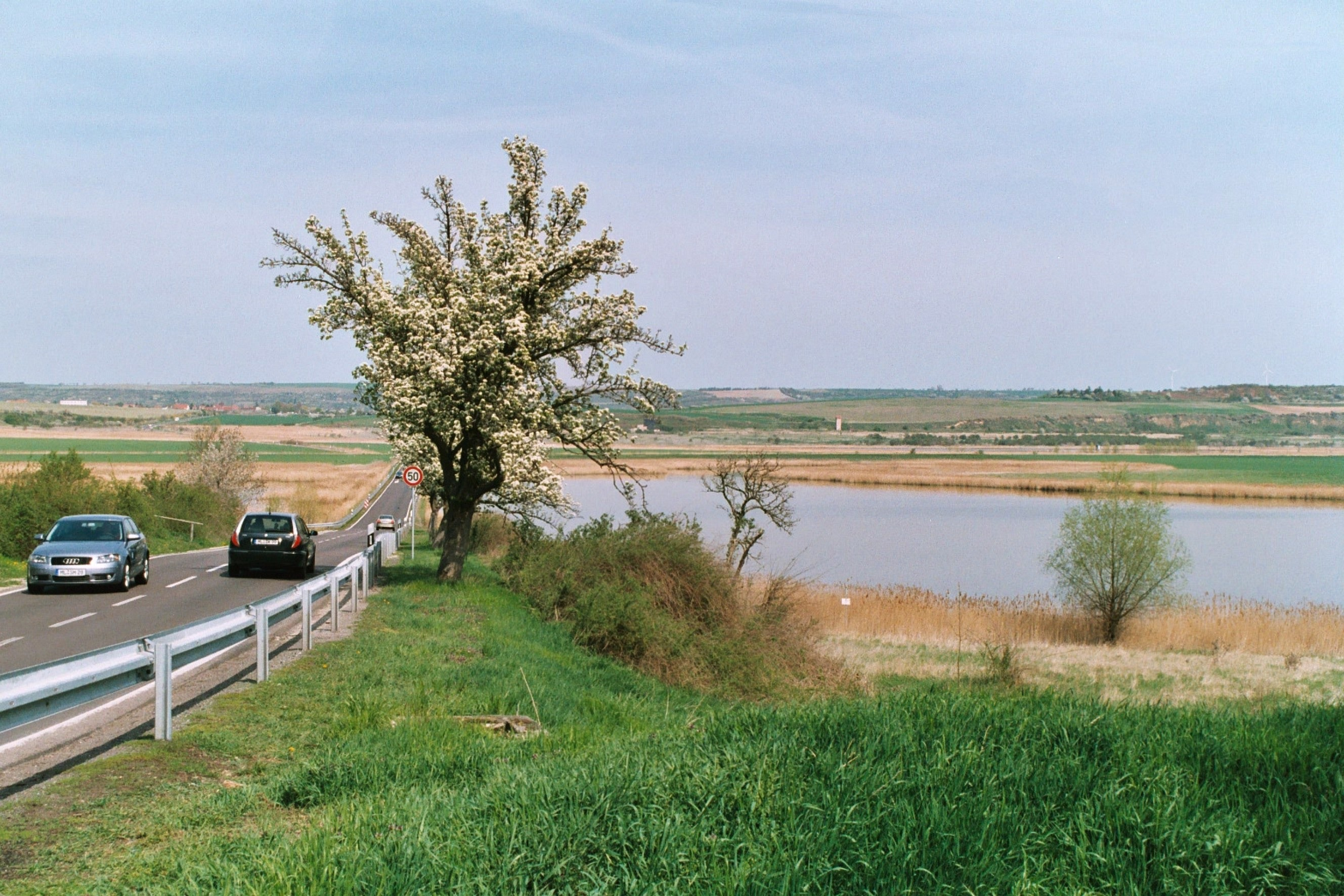
Restflächen des Sees und die das Seenbecken von Süden nach Norden durchziehende L176 bei Röblingen

Die Landesregierung von Sachsen-Anhalt beschloss Anfang 1995, den Prozess der Wiederentstehung des Salzigen Sees zu unterstützen. Ausdruck für diese Unterstützung sind die kontinuierliche Bereitstellung von Finanzmitteln (1996–1998 insgesamt 11,3 Millionen Mark) sowie die Arbeitsaufnahme der für dieses Vorhaben eigens gegründeten Entwicklungsgesellschaft Seengebiet Mansfelder Land mbH.
Die Wiederentstehung eines verschwundenen Sees mit einer Fläche von etwa 850 Hektar nach über 100 Jahren berührt landeskulturelle, wirtschaftliche, organisatorische, rechtliche, soziale und finanzielle Belange. Das Vorhaben beinhaltet Änderungen von inzwischen manifestierten Zuständen wie dem Charakter von Gewässern einschließlich des Grundwasserbereiches, Landschafts- und Naturgestaltung sowie Flächennutzungen und Infrastrukturen.
Die NABU-Stiftung Nationales Naturerbe erhielt im April 2012 von Lotto Sachsen-Anhalt eine Förderung von 75.000 Euro für den Erwerb von Naturschutzflächen im Gebiet „Salziger See“. Damit wird der Aufbau eines 470 Hektar großen neuen Naturschutzgebietes finanziert.